# Spilogale putorius
Spilogale putorius là một loài động vật có vú trong họ Chồn hôi, bộ Ăn thịt. Loài này được Linnaeus mô tả năm 1758. Loài này được tìm thấy trên khắp miền đông Bắc Mỹ. Bộ lông trên lưng có 4 dải trắng đứt đoạn.

## Hình ảnh

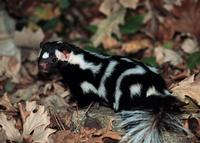
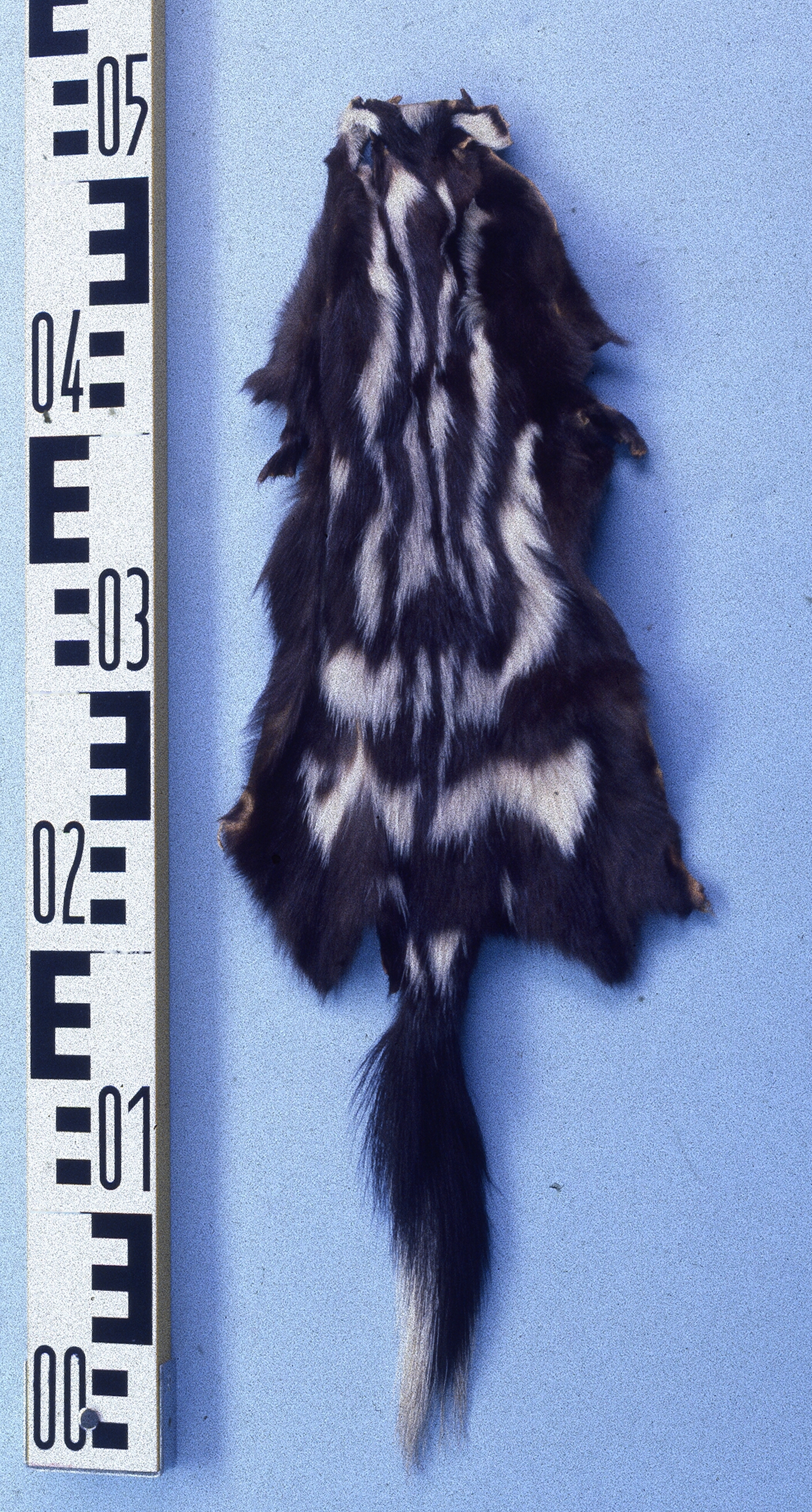
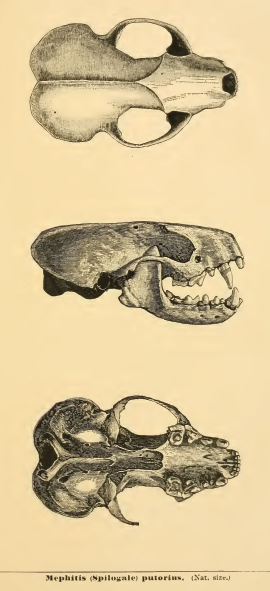